# Campeonato de Irlanda de Rugby 2016-17
El Campeonato de Rugby de Irlanda (oficialmente All-Ireland League) de 2016-17 fue la vigésimo séptima edición del principal torneo de rugby de la Isla de Irlanda, el torneo que agrupa a equipos tanto de la República de Irlanda como los de Irlanda del Norte.

## Sistema de disputa
Cada equipo disputó encuentros frente a cada uno de los rivales de local y de visita, totalizando 18 partidos cada uno.
Luego de la fase regular los cuatro mejores clasificados disputaran una semifinal enfrentándose el primer clasificado frente al cuarto y el segundo frente al tercero.
El equipo que al terminar en el último puesto desciende directamente a la segunda división, mientras que el penúltimo disputará la promoción frente al subcampeón de la segunda división.
Puntuación
Para ordenar a los equipos en la tabla de posiciones se los puntuará según los resultados obtenidos.
- 4 puntos por victoria.
- 2 puntos por empate.
- 0 puntos por derrota.
- 1 punto bonus por ganar haciendo 3 o más tries que el rival.
- 1 punto bonus por perder por siete o menos puntos de diferencia.

## Clasificación
| Pos. | Equipo            | Encuentros | Encuentros | Encuentros | Encuentros | Tantos | Tantos | Tantos | PB | PB | Puntos |
| Pos. | Equipo            | PJ         | PG         | PE         | PP         | F      | C      | Dif    | BO | BD | Puntos |
| ---- | ----------------- | ---------- | ---------- | ---------- | ---------- | ------ | ------ | ------ | -- | -- | ------ |
| 1.º  | Lansdowne         | 18         | 11         | 1          | 6          | 503    | 332    | +171   | 10 | 2  | 58     |
| 2.º  | Clontarf          | 18         | 11         | 0          | 7          | 414    | 272    | +142   | 7  | 7  | 58     |
| 3.º  | Young Munster     | 18         | 11         | 0          | 7          | 418    | 357    | +61    | 8  | 6  | 58     |
| 4.º  | Cork Constitution | 18         | 13         | 0          | 5          | 386    | 295    | +91    | 3  | 2  | 57     |
| 5.º  | UCD               | 18         | 8          | 1          | 9          | 368    | 408    | -40    | 5  | 5  | 44     |
| 6.º  | Dublin University | 18         | 9          | 0          | 9          | 315    | 413    | -98    | 3  | 0  | 39     |
| 7.º  | St Mary's College | 18         | 7          | 0          | 11         | 391    | 456    | -65    | 5  | 5  | 38     |
| 8.º  | Terenure College  | 18         | 6          | 1          | 11         | 338    | 380    | -42    | 4  | 6  | 36     |
| 9.º  | Garryowen         | 18         | 7          | 0          | 11         | 325    | 442    | -117   | 3  | 4  | 35     |
| 10.º | Old Belvedere     | 18         | 5          | 1          | 12         | 279    | 382    | -103   | 1  | 5  | 28     |

## Fase final

### Semifinales
| 23 de abril de 2017 | Lansdowne | 16 - 19 | Cork Constitution |  |  |

| 23 de abril de 2017 | Clontarf | 37 - 22 | Young Munster |  |  |

### Final
| 7 de mayo de 2017 | Cork Constitution | 25 - 21 | Clontarf |  |  |

| Bandera de Irlanda        |
| Campeón Cork Constitution |
| Quinto título             |

### Promoción
| 29 de abril de 2017 | Garryowen | 18 - 13 | U.L. Bohemian |  |  |

- Garryowen mantiene la categoría la próxima temporada.